# Johann Friedrich Dübner
Johann Friedrich Dübner (französiert Jean Frédéric Dübner) (* 20. Dezember 1802 in Hörselgau; † 13. Oktober 1867 in Montreuil bei Paris) war ein deutscher Altphilologe. Dübner wurde als voreheliches Kind von Johanna Sophia Elisabeth Dübner, der Tochter des Tennebergischen Pflegeschreibers (Amts-/Gerichtsschreiber) Johann Christoph Dübner, geboren. 1815 heiratete seine Mutter Johann Michael Krieg in Gotha.

## Leben
Weil sich seine Mutter nicht der Erziehung Dübners widmen konnte, hat sich der Bürgermeister von Hörselgau um ihn gekümmert und den elfjährigen Johann Friedrich am 2. März 1814 auf ein Gymnasium in Gotha geschickt. Einer seiner Mitschüler war der spätere deutsche Lyriker, Heinrich Wilhelm Stieglitz. Ab 1821 studierte Dübner Philologie an der Universität Göttingen („Georgia Augusta“). Einer seiner Dozenten war Christoph Wilhelm Mitscherlich, der damals Universitätsrektor war. Weiterhin lernte er den Altphilologen Karl Otfried Müller kennen, den Historiker Arnold Hermann Ludwig Heeren sowie den Philologen Georg Ludolf Dissen. Auch hörte er den Philosophen Karl Christian Friedrich Krause. Während seiner Studienzeit verdingte er sich als Privatlehrer. Im Anschluss daran fand er in Gotha eine Anstellung als Leiter eines Alumnates in den alten Klosterräumen seines Gymnasiums. Hier beaufsichtigte er von 1827 bis 1832 sechzehn Schüler und gab ihnen sogar Hebräischunterricht. Während dieser Zeit in Gotha schrieb er etliche Beiträge für philosophische Zeitschriften. Zudem machte er sich einen Namen mit Abhandlungen über Marcus Iunianus Iustinus und Aulus Persius Flaccus. Die Pariser Buchhändler, Typografen und Schriftsteller Firmin und Pierre Didot ließen ihn durch von Sinner bitten, zusammen mit Fix an der Arbeit am Thesaurus des Buchdruckers Henricus Stephanus teilzunehmen. Nachdem von Sinner und Fix die Redaktion nach Abschluss des ersten Bandes verließen und die Brüder Wilhelm und Ludwig Dindorf die Leitung des Projektes übernahmen, konnte Didot Dübner für die Mitwirkung an der „Biblioteca Graeca“ gewinnen. Dübner nahm an der sonstigen wissenschaftlichen Arbeit in Frankreich (1845–47 Beiträge in der Revue de Philologie) und auch am Schulleben teil: seine Schultexte waren in Frankreich verbreitet. Aufsehen und vielfachen Widerspruch erregte seine Kritik an den Lehrern, Lehrbüchern und Lehrmethoden der griechischen Sprache. In mehreren kritischen Schriften und Broschüren stellte Dübner die Fehler und falschen Methoden an den Pranger, erhielt jedoch trotz seiner Beharrlichkeit zunächst keine Zustimmung. Sein wichtigster Gegner dabei war der angesehene Philologe und Übersetzer Jean-Louis Burnouf (1775–1844). Erst später fanden seine Verbesserungen und Vorschläge Eingang in die Lehrmethoden und Lehrbücher.
Von Napoleon III. wurde Dübner mit einer Caesarausgabe beauftragt und erhielt dafür das Kreuz der Ehrenlegion.
1835 heiratete Dübner in Paris die Tochter des Uhrmachers Donat Riquois aus Vitry-le-François, eine „Grisette“. 1845 trat der evangelische Dübner in Versailles dem katholischen Glauben bei. Er nannte sich zwar „Bürger des französischen Staates“, betätigte sich jedoch nicht politisch. Gelegentlichen Besuch erhielt er u. a. von Carel Gabriel Cobet, einem niederländischen Kollegen. Das Grabmal Dübners trägt eine Marmortafel in griechischem Stil mit seinem Bildnis in Medaillonform. Eine lateinische Inschrift von Léon Renier, einem französischen Historiker, der sich insbesondere der Übersetzung von lateinischen Inschriften gewidmet hat, erinnert an die Cäsar-Ausgabe. Alexis Chassang (1827–1888), französischer Gräzist und Lexikograf, verfasste für den Grabstein einen griechischen Zweizeiler, zusammen mit einem lateinischen schmücken sie den Stein zu beiden Seiten des Porträts. Die eigentliche Grabinschrift ist französisch. Das Monument wurde am 13. Oktober 1868, dem ersten Jahrestag seines Todes, eingeweiht, wobei der Literaturkritiker und Schriftsteller Charles-Augustin Sainte-Beuve die Grabesrede hielt.

## Werke
Dübners wichtigste Arbeit bei den Brüdern Didot betraf das Gesamtgebiet der griechischen Literatur. Er widmete sich den Notizen (Scholien) von Aristophanes (1842), Theokrit (1849), Christus patiens (1846) und Anthologia Palatina (1869) und behandelte den Rhetoriker Himerios (1849), die Historiker Arrian (1846) und Justinus (1831) sowie den Philosophen Aristoteles (1848). Außerdem bearbeitete er Theophrast, Mark Aurels Selbstbetrachtungen, den Kommentar des Simplicius zum Encheiridion des Epiktet (1840), Plutarchs Moralia mit Fragmenten (1839) und Porphyrios mit Proklos und Priscian (1855) (im Anhang zur Plotinausgabe von Friedrich Creuzer) – sämtlich mit lateinischer Übersetzung und fast alle mit Inhaltsverzeichnissen.

## Schriften (Auswahl)
- als Hrsg. mit Ulco Cats Bussemaker und Johann Heinrich Emil Heitz: Gesamtausgabe des Aristoteles. 5 Bände. Didot, Paris 1848–1869.